# Blitz (группа)
Blitz — британская Oi!/панк-группа, образовавшаяся в графстве Дербишир в 1980 году и занимавшая стабильно высокие позиции в UK Indie Charts первой половины 80-х годов.
В числе групп, исполнявших и записывавших песни Blitz — Rancid («Someone’s Gonna Die»), The Distillers («Warriors»), Oxymoron («New Age»). Через двадцать лет после распада первого состава Blitz гитарист и основной автор Алан ‘Nidge’ Миллер собрал новую группу под тем же названием. 10 февраля 2007 года Миллер был сбит автомобилем на проезжей части в Остине, Техас, и скончался на месте.

## Дискография

### Альбомы
- Voice of a Generation (1982) #2 UK Indie Chart[1]
- Second Empire Justice (1983) #5
- Blitzed — An All Out Attack (1988)
- The Killing Dream (1989)
- Best of Blitz (1993)
- Blitz Hits (1994)
- The Complete Blitz Singles Collection (1999)
- Voice of a Generation: The No Future Years (2000)
- Punk Singles & Rarities 1980-83 (2001)
- Never Surrender (Best Of) (2005)

### EPs
- All Out Attack (1981) #3

### Синглы
- Never Surrender / Razors in the Night (1982) #2 UK Indie Charts
- Warriors (1982) #2 #2 UK Indie Charts
- New Age / Fatigue (1983) #4
- Solar / Husk (1983)
- Telecommunications / Teletron (1983) #3

### Участие в компиляциях
- Carry on Oi (1981)
- Punk And Disorderly: Someone’s Gonna Die (1982)
- Seeds IV Punk (1987)
- The Crazy World of Punk (1996)